# Ofelia Zepeda
Ofelia Zepeda (Stanfield, Arizona, 1952) poeta e intelectual pápaga.
Es profesora de estudios americanos y literatura en la Universidad de Arizona y trabaja en la alfabetización en idioma o'odham. 

## Obra
- Ocean power (1995)
- A papago grammar (1983)
- When it rains, Papago and Pima poetry = Mat hekid o ju, 'O'odham Na-cegitodag (1982)
- Home places: contemporary Native American writing from sun tracks (1995)
- Where Clouds Are Formed (2008)
- Jewed 'i-Hoi / Riding the Earth (2009)